# Uksunaj
L'Uksunaj (in russo Уксунай?) è un fiume della Russia siberiana occidentale, affluente di destra del Čumyš (bacino idrografico dell'Ob'). Scorre nel Togul'skij rajon del Territorio dell'Altaj.
Il fiume ha origine dalla confluenza dei due rami sorgentizi Malyj Uksunaj e Srednij Uksunaj che scendono dal versante sud-occidentale delle alture di Salair. Sfocia nel Čumyš a 370 km dalla foce. La lunghezza del fiume è di 165 km, il bacino imbrifero è di 2 600 km². Nella parte alta, l'Uksunaj è un tipico fiume di montagna, nella parte inferiore è ampio e calmo. Il maggior affluente è il Togul (110 km), proveniente dalla destra idrografica, che si immette nell'Uksunaj dopo aver attraversato il villaggio di Togul.